# Thomas Flores
Thomas Flores, född i Cagliari, Italien 1973, är en svensk musikalartist och entreprenör som utbildats vid Performing Arts School 1992-95 i Göteborg samt på IHM Business School och Berghs School of Communication i Stockholm. Han arbetade som musikalartist och dansare på skandinaviska scener som till exempel Göta Lejon, Göteborgsoperan, Oscarsteatern, Det Ny Teater, Stora Teatern och Østre Gasværk Teater fram till 2001. Thomas Flores är även medgrundare till StagePool AB, portalen för jobb inom underhållningsbranschen, och musikdistributören Ubetoo AB.

## Företag
- StagePool AB
- Ubetoo AB

## Teater

### Roller
| År   | Roll | Produktion                                            | Regi      | Teater     |
| ---- | ---- | ----------------------------------------------------- | --------- | ---------- |
| 1998 | Thuy | Miss Saigon Claude-Michel Schönberg och Alain Boublil | Trond Lie | Göta Lejon |